# Búrfell (Þjórsá)
Der Berg Búrfell ist ein 669 m hoher Tafelvulkan im Süden des isländischen Hochlandes.

## Name
Der Name des Berges, Búrfell, bedeutet im Deutschen Speisekammerberg. Es gibt in Island zahlreiche Berge dieses Namens, daher werden sie durch Beinamen unterschieden.

## Vulkanismus
Der Tafelvulkan steht im Einflussbereich der Hekla.
Er entstand während der Eiszeit, die auf Island bis vor ca. 10.000 Jahren andauerte.
Der Boden des Tales der Þjórsá, aus dem der Berg hervorragt, ist bedeckt von etwa 3.500 Jahre alten Laven, dem sog. Búrfellshraun. Die Laven stammen aber aus Kratern im Tungnaá-Gebiet, die zum Vulkansystem der Bárðarbunga zählen.

## Kraftwerk Búrfellsvirkjun
Zu seinen Füßen liegt am Fluss Þjórsá das derzeit zweitgrößte Wasserkraftwerk des Landes, das Búrfellsvirkjun. Es wurde 1969 eröffnet, um ein Aluminiumwerk bei Reykjavík mit Strom zu versorgen, und hat eine Kapazität von 270 MW. Teile des Flusswassers werden in Tunnels durch den Berg geleitet, um das Gefälle noch zu erhöhen und auf der anderen Seite die Turbinen anzutreiben.
Andererseits wird dadurch dem Fluss natürlich Wasser entzogen und Wasserfälle wie der Tröllkonuhlaup und der Þjófafoss sind im Sommer nicht mehr so eindrucksvoll.

## Bildergalerie

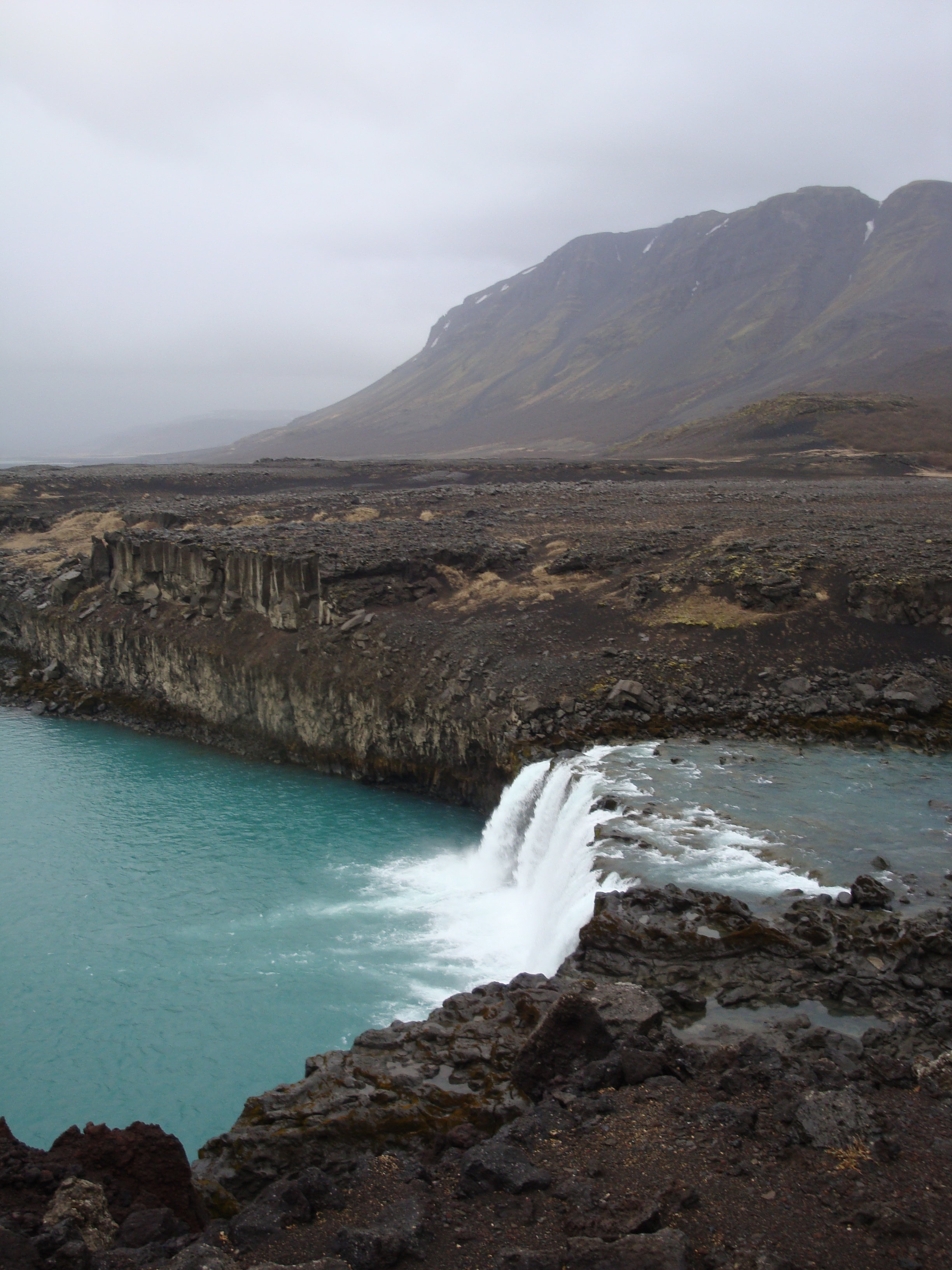
Wasserfall Þjófafoss beim Búrfell
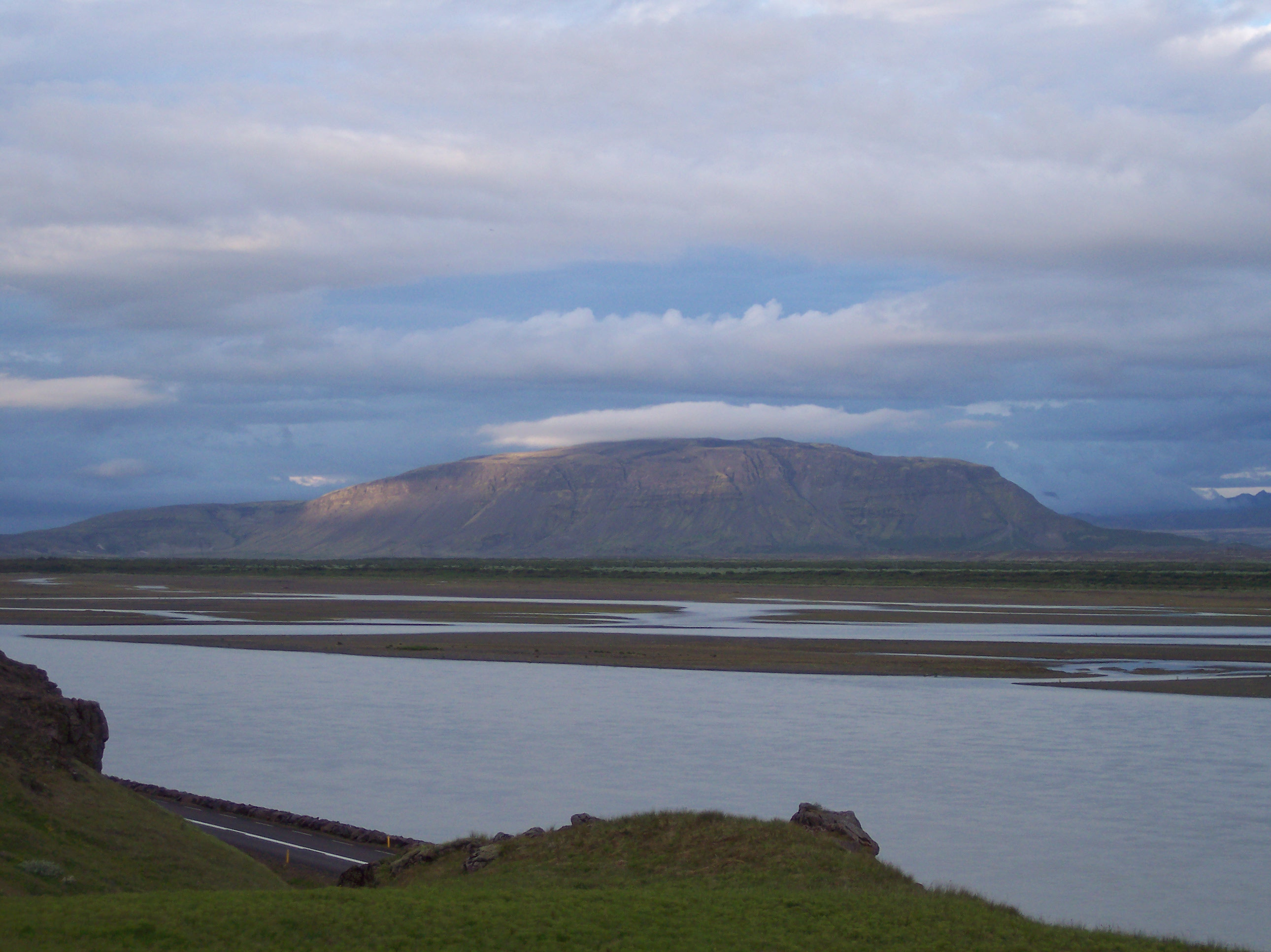
Búrfell mit Fluss Þjórsá
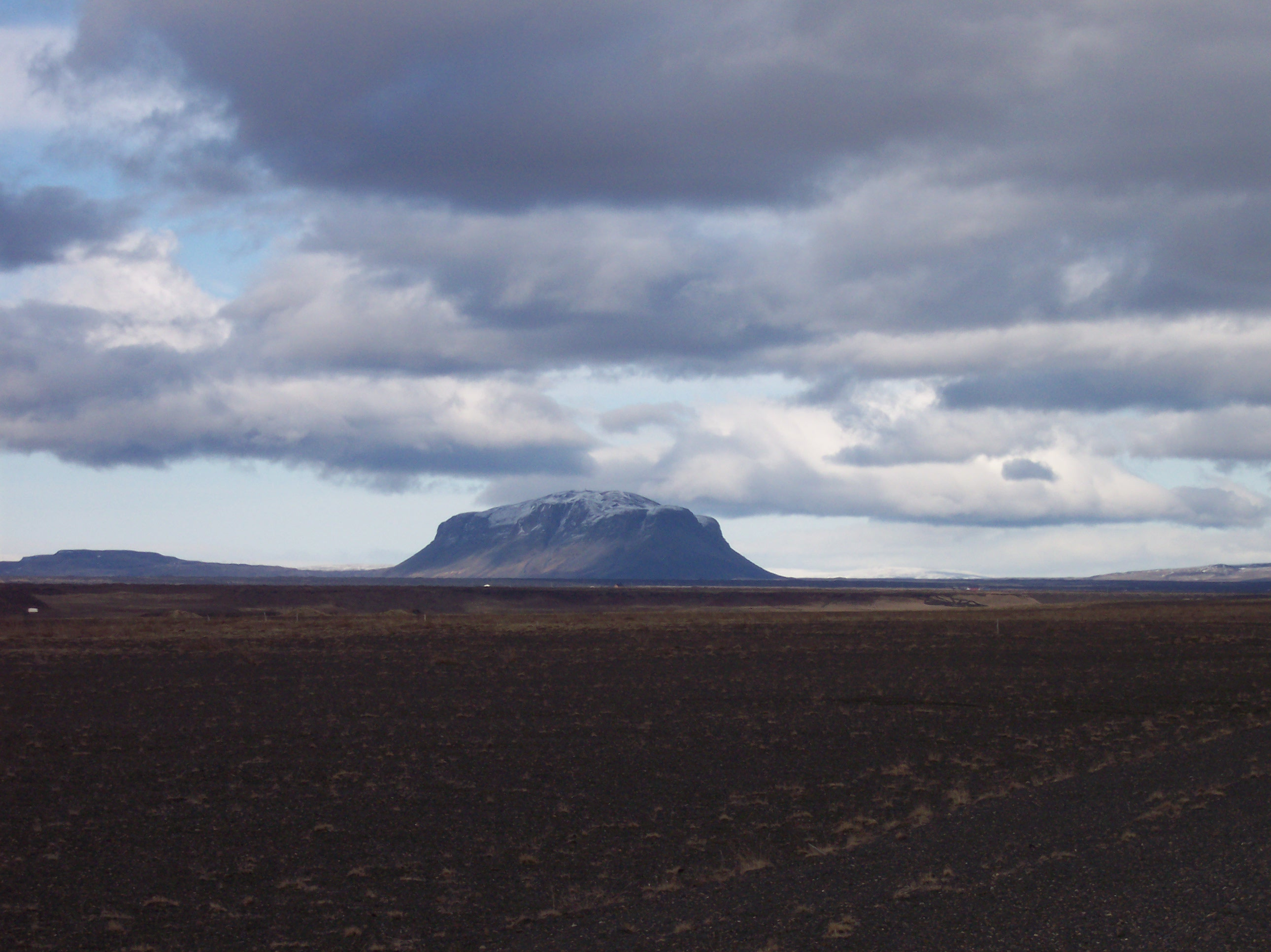
Búrfell
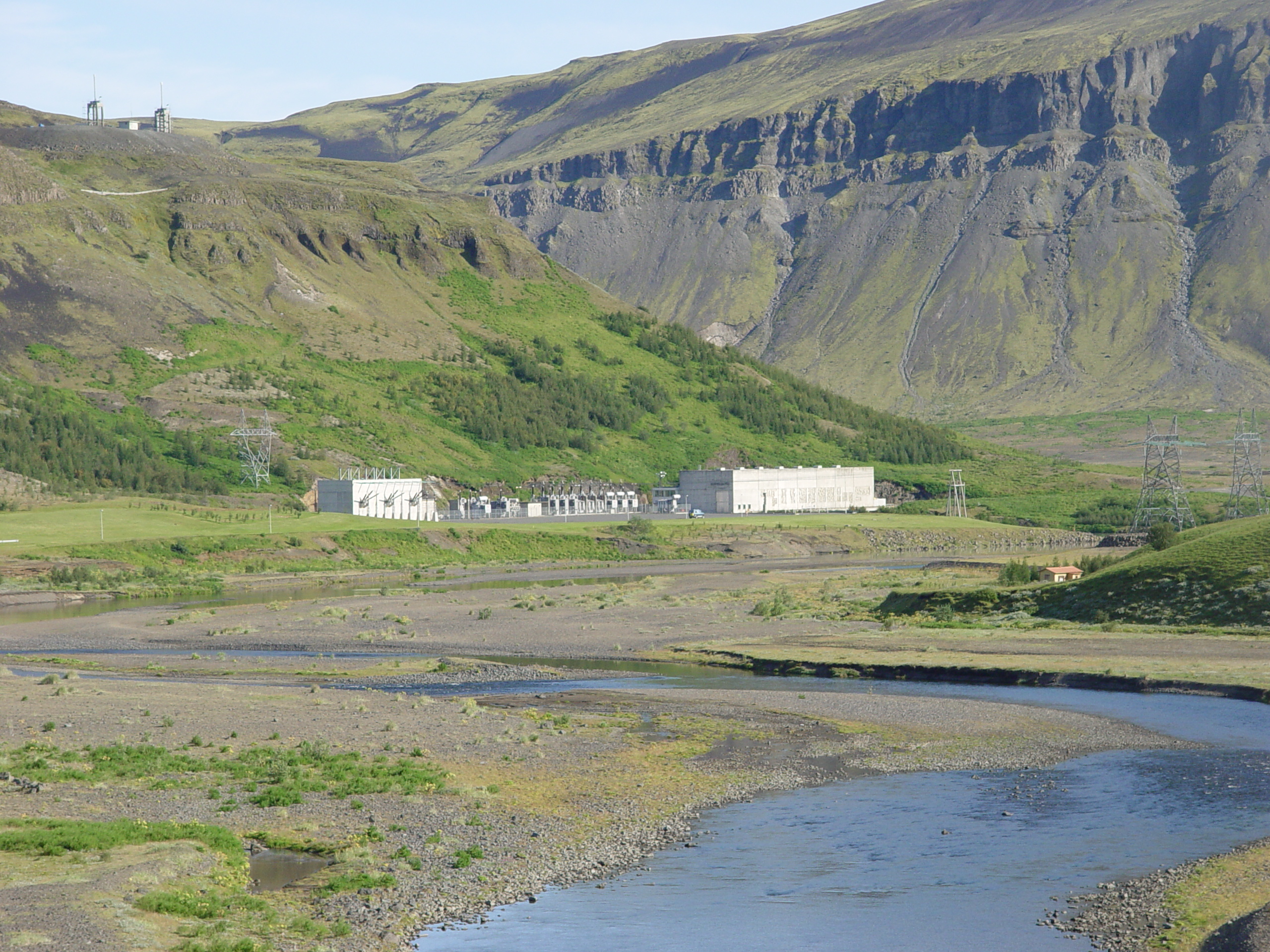
Kraftwerk Búrfellsvirkjun